# Dipper

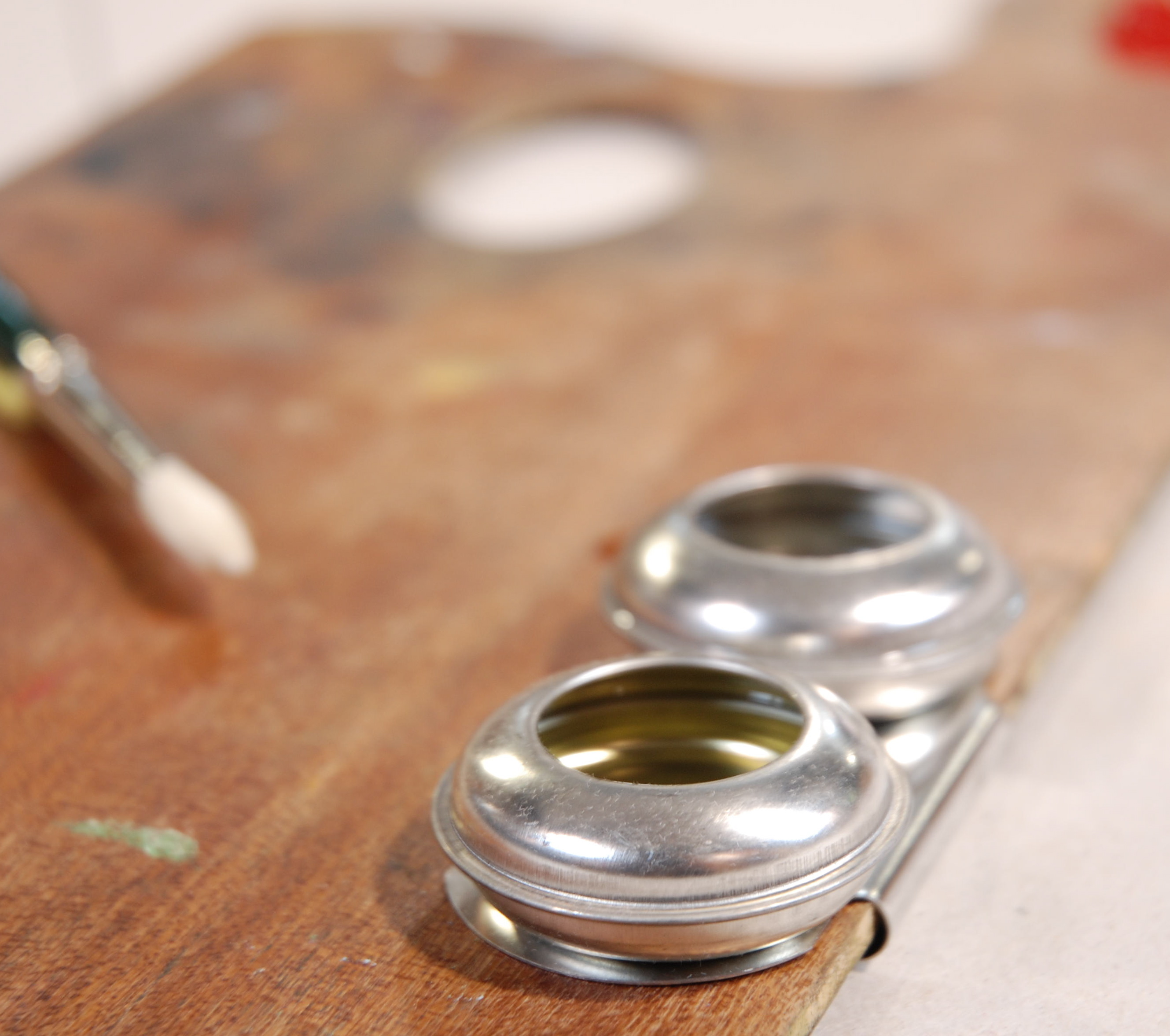
Dipper podwójny

Dipper – pojedyncze lub podwójne naczynie mocowane do palety i stosowane podczas malowania techniką olejną. Dippery wykonane są zazwyczaj z metalu i służą do przechowywania niewielkiej ilości farby i rozpuszczalnika. 